# Bajacalia
Bajacalia Loockerman, B.L.Turner & R.K.Jansen è un genere di piante della famiglia delle Asteracee, che comprende 3 specie, endemiche del Messico nord-occidentale.

## Descrizione
Crescono come piccoli cespugli, fortemente aromatici, con foglie succulente o semisucculente, alternate, lineari o ellittiche, lunghe 0.5–2.5 cm e dotate di ghiandole. L'infiorescenza è un capolino discoidale terminale, con fiori gialli; l'involucro è campanulato, con brattee disposte in 1-3 serie; il ricettacolo è convesso. I frutti sono cipsele di colore nero, moderatamente pubescenti, dotate di pappo.

## Distribuzione e habitat
Il genere ha un areale ristretto alla penisola di Bassa California, nel Messico nord-occidentale,  e alle isole Ángel de la Guarda, Dátil, San Esteban e Tiburón, nel Golfo di California.
Il suo habitat sono i pendii rocciosi costieri in prossimità di spiagge e torrenti.

## Tassonomia
Bajacalia, genere recentemente segregato da Porophyllum (dimostratosi polifiletico), comprende 3 specie: B. tridentata e B. crassifolia, in precedenza inquadrate come P. tridentatum e P. crassifolium, e una terza specie, B. moranii, descritta più recentemente.
Il genere fa parte della sottotribù Pectidinae, raggruppamento che la classificazione tradizionale colloca all'interno della tribù Heliantheae e che recenti studi filogenetici attribuiscono alle Tageteae.